# Ramal ferroviario Constitución-Ezeiza-Cañuelas
El Ramal Constitución - Ezeiza - Cañuelas pertenece al Ferrocarril General Roca, Argentina.

## Ubicación
Partiendo de la Ciudad de Buenos Aires, el ramal atraviesa 64 km por la provincia de Buenos Aires.

## Servicios
La empresa Trenes Argentinos Operaciones presta servicio de tren de cercanías eléctrico, entre Constitución y la estación Ezeiza y servicio de tren remolcado diésel entre esta última y Cañuelas.

## Galería

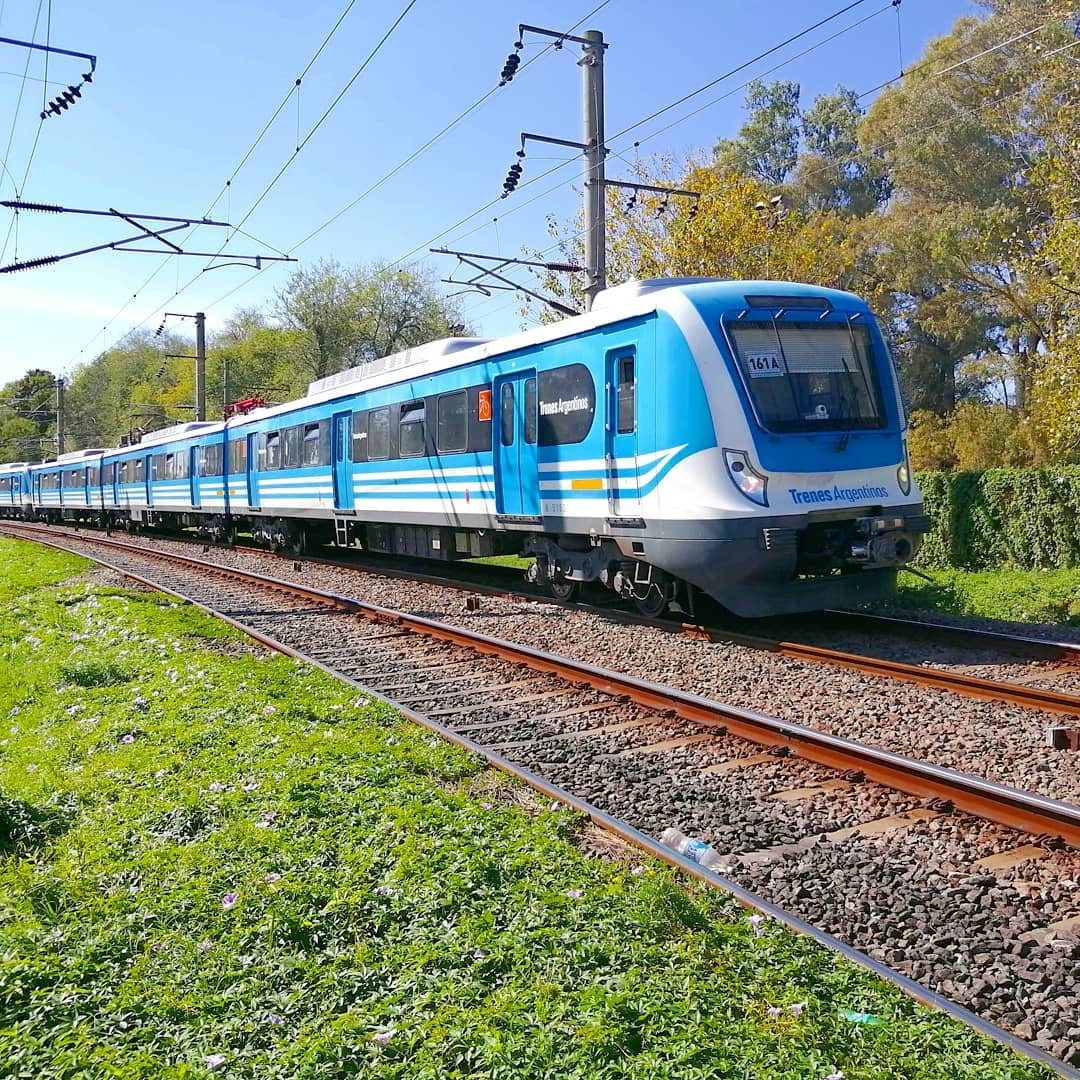
Tren CSR en Turdera.
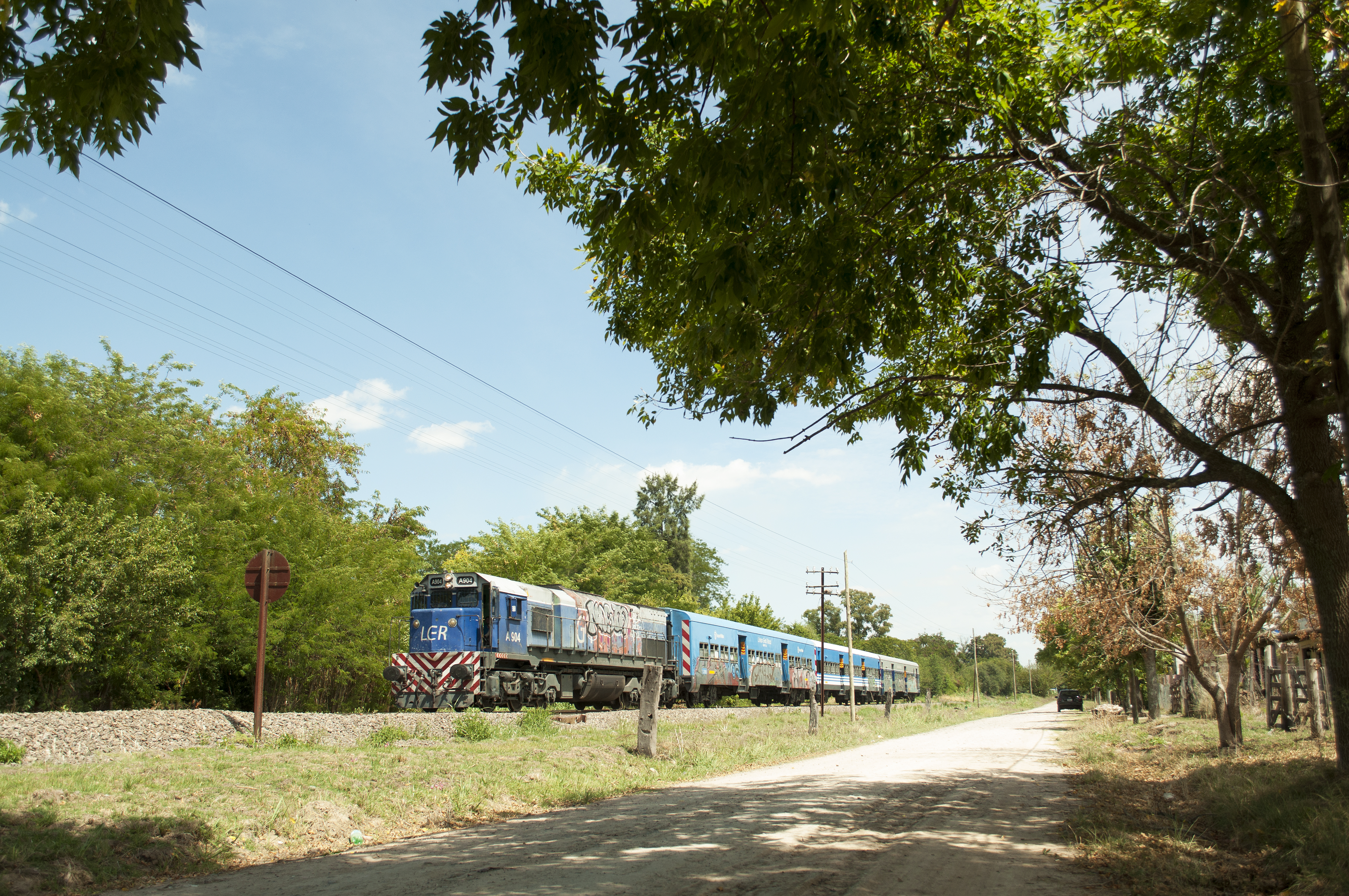
Formación diésel en Alejandro Petión.